# شوال ایلایدا طارهان
شوال ایلایدا طارهان (ترکی استانبولی: Şevval İlayda Tarhan؛ زادهٔ ۴ فوریهٔ ۲۰۰۰) تیرانداز زن اهل ترکیه است.
وی در مسابقات کشوری و بین‌المللی در مجموع برندهٔ ۳ مدال طلا، ۲ مدال نقره، ۲ مدال برنز شده است.